# Modos de representación institucional
Los Modos de representación institucional (MRI) o también llamados Modos de representación del cine clásico (MRC), son una serie de convenciones o normas estandarizadas que se adoptan en la década de 1910 codificando el lenguaje cinematográfico con el fin de que el mundo ficcional propuesto ofrezca coherencia interna, causalidad lineal, realismo psicológico y continuidad espacial y temporal.
El concepto está tomado de Noël Burch, realizador, crítico e historiador de cine que acuñó el término de MRI en el año 1968 en su libro Praxis du cinéma.

## Características de los modos de representación del cine clásico o institucional
- Sección áurea o regla de los tres tercios : concepto tomado de finales del siglo XV referente a la composición de un cuadro. Las figuras principales deben centrarse en el cuadro o plano. El cuadro o plano se divide en 3 tercios horizontales y verticales y en los cuatro puntos principales debe quedar enmarcada la figura principal o aquello que tenga relevancia en el encuadre.
- Variedad en los movimientos de cámara: travellings, panorámicas…
- Abanico variado de angulaciones de la cámara (esto es la altura a la que se coloca la cámara con respecto al rostro del sujeto)
- Escala de planos: Se supera el omnipresente plano general y aparecen nuevos encuadres permitiendo que la cámara se acerque cada vez más a las figuras.
- Aumento de los decorados artificiales
- Uso de tintados: Se tintaba la película toda de un color para indicar un estado, situación o lugar. Por ejemplo : el verde indicaba exteriores ajardinados mientras que el azul , la noche y el rojo un incendio. Más tarde se empleaban plantillas, permitiendo hacer tintados por zonas.
- Jerarquía en la actuación: había un actor principal el cual se llevaba todo el protagonismo y se caracterizaba por una sobreactuación, y unos actores secundarios que quedaban en un segundo término y eran más naturalistas.
- Tendencia en la actuación hacia el naturalismo , abandonando la hiperactuación a partir de 1920.
- Avances en el montaje: Se trabaja entre montaje en continuidad (primero una acción y luego otra), montaje alternado (escenas intercaladas), montaje paralelo (dos acciones suceden a la vez) montaje analítico (dentro de una misma escena pasan de plano general a plano detalle).
- El raccord: primero se vio el raccord apoyado, que se trata de un falso movimiento ya que se repite el mismo movimiento en distintos planos. Más tarde se empezó a desarrollar el raccord en el eje, y a continuación el raccord de dirección y de movimiento. El más tardío y más complicado es el raccord de mirada.
- Elementos transicionales: sirven para segmentar y ordenar la obra:
  - fundido en negro: dar paso a los sueños
  - fundido encadenado: dar paso a un flashbacks
  - fundido iris: paso a otro momento narrativo; también puede dar paso a flashbacks
  - cortinilla: implica paso del tiempo
- Para dar sentido a las acciones: utilizan el desenfoque o anamórfis (deformación de los cuerpos) para simular que el personaje se ha herido o se encuentra bajo los efectos de alguna droga. También usaban gelatina o plantillas para jugar con la imagen.
- Elementos narrativos: en los orígenes del cine mudo encontramos como elemento por antonomasia los intertítulos y rótulos: Rótulos narrativos, descriptivos y de diálogo con el fin de explicar las escenas. Una vez desarrollado el sonoro el elemento principal de narración solía ser la voz del narrador. Puede ser omnisciente y externo, un personaje…

## Cambio de MRP a MRI
Los Modos de representación primitivo (MRP) entrarán en crisis una vez la Escuela de Brighton experimente cinematográficamente con el lenguaje utilizado en las producciones de la época. Aunque una serie de directores realizaron grandes innovaciones en algunas de sus películas no se puede considerar que se rompe con las normas del cinema primitivo. Algunos ejemplos que permiten ver estos cambios hacia el cinema clásico son:
- The Miller and the Sweep (1898)
- Imagen que presenta la película Nacimiento de una nación.Grandma's Reading Glass (1900)

- Mary Jane's Mishap (1903)

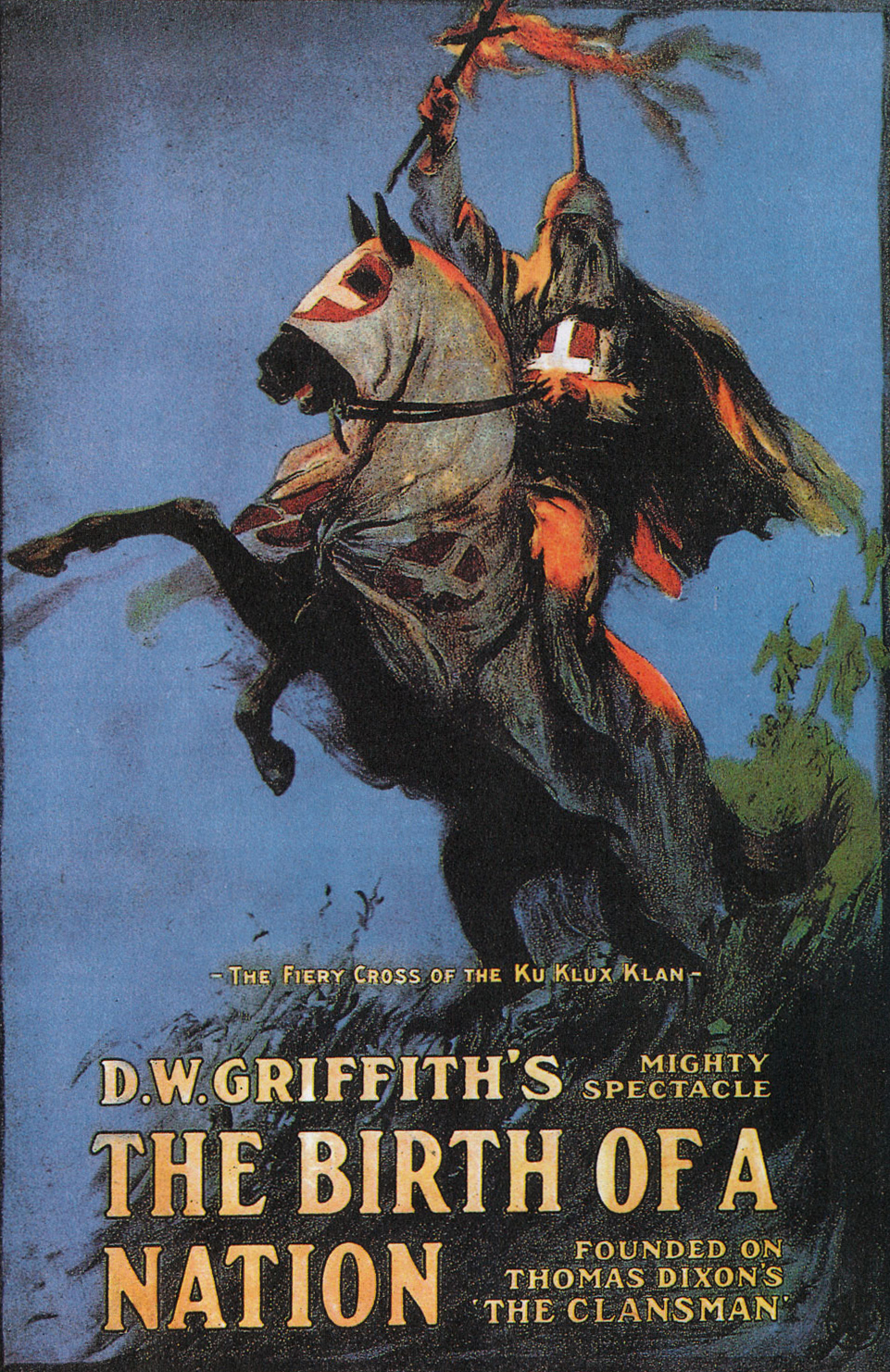
Imagen que presenta la película Nacimiento de una nación.

La película considerada como la primera dentro del cinema clásico es El nacimiento de una nación realizada en 1914 por el director David Wark Griffith, considerado el padre del cinema norteamericano moderno. Esta producción cinematográfica, no solo presenta una trama realista, histórica y melodramática, sino que también nos ofrece un nuevo planteamiento del lenguaje utilizado a la hora de presentar una obra al público. Las características únicas son las siguientes:
- Alternancia de planos
- Montaje paralelo
- La profundidad de campo
- La utilización del fuera de campo
- Destrucción de la autarquía de los planos
- Movimientos de cámara
- Flashback
- Luz artificial

## Diferencias entre MRP y MRI[2]
Modo de Representación Primitivo:
- Autarquía de los planos: En este enfoque, los planos son presentados de manera independiente, sin una cohesión narrativa clara entre ellos. Cada plano se percibe como una unidad aislada, lo que limita la fluidez de la narración.  
- Planos horizontales y frontales con cámara fija: Se utilizan predominantemente tomas frontales y estáticas, lo que restringe la dinámica visual y resulta en una representación más rígida de las acciones y personajes.
- Predominio del plano conjunto: Este modo tiende a mostrar múltiples personajes y escenarios en un mismo plano, favoreciendo una visión amplia que no se centra en los detalles o en el desarrollo individual de los personajes.
- Organización centrífuga: La estructura narrativa se dispersa, presentando una variedad de elementos sin seguir una línea argumental estricta. Esto puede llevar a una experiencia visual menos coherente.
- Exterioridad del relato narrador: La historia se presenta a través de carteles y descripciones, lo que aleja al espectador de una inmersión emocional en la trama y limita la identificación con los personajes.
- No se identifican los personajes: La falta de desarrollo individual dificulta que el público se conecte emocionalmente con los personajes, lo que puede hacer que la historia se sienta menos impactante.
- Temas cotidianos: Las narrativas abordan situaciones comunes y triviales, sin profundizar en conflictos más complejos que podrían generar un mayor interés o reflexión.
- Ausencia de clausura: Los relatos en este modo no presentan finales definitivos. A menudo, un "plan emblema" simboliza la temática sin resolver completamente la narrativa, lo que deja al espectador con una sensación de incompletud.
- Continuidad: Aunque se busca una unión coherente de planos, la continuidad narrativa carece de la complejidad y sofisticación que se desarrollaría en épocas posteriores.

Modo de Representación Institucional:
- Movimientos de cámara: En este enfoque, se emplean movimientos de cámara dinámicos que enriquecen la narración visual. Esto no solo mantiene el interés del espectador, sino que también permite una mayor expresividad en la representación de las acciones.
- Uso de primeros planos y variedad: La inclusión de primeros planos permite un enfoque detallado en las emociones y reacciones de los personajes, aportando profundidad a la narrativa y facilitando la conexión emocional.
- Omnipresencia del espectador: Este modo se caracteriza por hacer sentir al espectador parte de la acción, creando una experiencia más inmersiva y personal. La identificación con la historia es más inmediata y efectiva.
- Identificación del relato: Las narrativas son fácilmente reconocibles y comprensibles, eliminando la necesidad de carteles explicativos que interrumpan la fluidez de la historia.
- Identificación de personajes: En este contexto, los personajes son desarrollados de manera más tridimensional, lo que permite que el público se identifique con ellos y se preocupe por su destino.
- Predominio del final feliz: Las historias tienden a concluir de manera satisfactoria, resolviendo las tramas y proporcionando un sentido de cierre que deja al espectador con una sensación de realización.